# Chris David
Chris David (Amsterdam, 6 maart 1993) is een Aramees-Nederlandse voetballer die doorgaans als middenvelder speelt.

## Biografie

### Jeugd
David is geboren in de Bijlmer in Amsterdam, maar verhuisde naar Enschede. In Enschede begon hij met voetballen bij Victoria '28 en maakte hij vervolgens de overstap naar Sportclub Enschede. Hierna werd David opgenomen in de jeugdopleiding van FC Twente.
Als jeugdspeler van FC Twente werd hij in 2010 verkozen tot beste B-junior van Nederland. In het seizoen 2011/2012 speelde hij in de Beloften Eredivisie en werd hij met Jong FC Twente kampioen. In december 2011 nam toenmalig hoofdtrainer Co Adriaanse hem mee met de selectie van FC Twente naar de Europa League-wedstrijd tegen Wisła Kraków. Toen Steve McClaren de hoofdtrainer werd van FC Twente, kreeg hij geen kansen meer op speeltijd bij de eerste selectie.

### Fulham FC
Begin januari 2013 werd bekend dat David de overstap maakte naar Fulham. Op zaterdag 4 januari 2014 maakte hij zijn debuut voor Fulham, in een FA Cup-duel tegen Norwich City (1-1), onder leiding van René Meulensteen. Hij gaf in die wedstrijd een assist op aanvaller Darren Bent. Op 11 mei 2014 debuteerde hij in de Premier League, in een thuiswedstrijd tegen Crystal Palace, als invaller voor Alexander Kačaniklić. In de slotfase van de wedstrijd zorgde hij met een raak schot van buiten het zestienmetergebied voor de 2-2-eindstand.

#### Verhuur aan FC Twente
Fulham verhuurde David op 31 januari 2015 voor een half jaar aan FC Twente, de club waar hij ook in de jeugd speelde. Hier speelde hij deze keer voornamelijk voor Jong Twente, in de Eerste divisie.

### Go Ahead Eagles en blessure
David tekende in augustus 2015 een contract tot medio 2017 bij Go Ahead Eagles, dat in het voorgaande seizoen degradeerde naar de Eerste divisie.
Op 30 okt 2015 raakte David, in het duel tegen MVV, zwaar geblesseerd. De voorste kruisbanden in zijn linkerknie scheurden nadat hij viel terwijl zijn linkervoet vaststond in het kunstgras. Na twaalf maanden revalidatie speelde hij op 8 november 2016 weer zijn eerste wedstrijd, maar in zijn tweede wedstrijd, een oefenduel met Jong GAE tegen SVZW Wierden op 14 november 2016, scheurden zijn kniebanden opnieuw,, waarna hij niet meer uitgekomen is voor Go Ahead Eagles.

### FC Utrecht en Cape Town City
In de zomer van 2017 nam FC Utrecht David transfervrij over van Go Ahead Eagles. Club en speler tekenden een contract voor één jaar, met een optie voor een tweede. Hij speelde enkel voor Jong FC Utrecht in de Eerste divisie en verliet de club medio 2018. In februari 2019 tekende David een contract voor tweeënhalf jaar bij Cape Town City in Zuid-Afrika.

### Würzburger Kickers en SSV Jeddeloh
In oktober 2020 sloot hij aan bij het Duitse Würzburger Kickers dat uitkomt in de 2. Bundesliga. Na de degradatie medio 2021 verliet hij de club. In oktober 2021 sloot David aan bij SSV Jeddeloh dat uitkomt in de Regionalliga Nord.
(Mersin) Icel Idman Yurdu
Met een goed seizoen bij SSV Jeddeloh achter de rug, tekende David in juli 2022 een tweejarig contract bij de Turkse Icel Idman Yurdu.

## Persoonlijk
In 2010 veranderde zijn hele familie de Turkse achternaam Gurkan in de Aramese naam David. Dit was de oorspronkelijke familienaam voordat Arameeërs in Turkije vanaf 1923 verplicht werden een Turkse achternaam te voeren.